# Carl Leistler & Sohn

Außenansicht der Parkettenfabrik Carl Leistler & Sohn in Wien (vor 1900)

Innenansicht der Parkettenfabrik

Carl Leistler & Sohn war eine bedeutende Parkettenfabrik und Tischlerei in Wien.

## Geschichte
Mathias Leistler gründete 1794 das Unternehmen. Ab 1828 wurde es von seinem Sohn Carl Leistler (1805–1857) übernommen. 1842 wurde in Gumpendorf eine Fabrik zur Erzeugung von Möbeln, feinen Tischlerwaaren und Parketten errichtet, die als erste in Wien mit den aus Frankreich gebrachten Holzbearbeitungsmaschinen ausgestattet wurde. Schon in den Jahren 1842–1847 beteiligte sich die Firma bei den Adaptierungsarbeiten im Majoratshaus des Fürsten Alois von und zu Liechtenstein durch Herstellung feinster Tischlerarbeiten, Möbel und Parkettfußböden und erwarb bereits auf der Londoner Great Exhibition 1851 den ersten Preis, die Council-Medaille.
Nach dem Tod von Carl Leistler sen. wurde sein Sohn Alleininhaber. 
Unter den bedeutenderen Parkettierungsarbeiten der Firma zählen der Budapester Burgpalast, die Appartements des Sultans in Konstantinopel (1855); Lieferungen für die Konstantinopler Firmen W. F. Grathwoll, Alexander Vitalis, A. Eliasco, Mig. Bahadir usw. (1858); das Palais Mischa von Anastasievitch in Belgrad, die Creditanstalt für Handel und Gewerbe, sowie der Westbahnhof in Wien (1860); der Heinrichshof in Wien für Heinrich Drasche, das Hotel „Oesterreichischer Hof“, dann Arbeiten für die Firma H. Dabelstein & Co. in Hamburg, Josef Oppenheimer in Manchester, für Schlossbesitzer in England und Schottland (1863); die Zeremoniensäle der Wiener Hofburg, das Foyer und Buffet im k.k. Hofoperntheater (1868); ferner Arbeiten für die Wiener Baugesellschaft, im Palais des Grafen Larisch, im Palais Erzherzog Carl Ludwig, im Augartengebäude, in den Appartements des Kronprinzen Rudolf in der Wiener Hofburg, und viele andere.